# Borša
Borša (maďarsky Borsi) je obec na Slovensku, v okrese Trebišov v Košickém kraji. Území obce sousedí s Maďarskem. V obci se nachází renesanční zámeček, ve kterém se narodil František II. Rákoczi. Na území obce je chráněné ptačí území Medzibodrožie.

## Pamětihodnosti
- Borša (hrad), zaniklý hrad
- Rákocziovský zámek, renesanční dvoupodlažní stavba na půdorysu písmena U z druhé poloviny 16. století. Stojí na místě staršího vodního hradu. V roce 1676 se zde narodil František II. Rákoczi. V interiéru se nacházejí místnosti s renesančními klenbami. Okna na fasádě zámku jsou zdvojená s kamennými profilovanými ostěními a nadokenními římsami. V okolí zámku se nacházejí zbytky vodního příkopu a parku.[3] Před zámkem stojí busta Františka II. Rákocziho.[4]

### Sakrální stavby
- Reformovaný kostel, jednolodní románská stavba s půlkruhovou apsidou a malou střešní věží pravděpodobně ze 12. století. Původním patrociniem bylo Nanebevzetí Panny Marie. Je postaven z charakteristických opracovaných kamenných kvádrů, které jsou částečně prezentovány na fasádě. Začátkem 16. století prošel gotickou úpravou. Od roku 1552 je kostelík reformován. Kostel postihly dva ničivé požáry, v letech 1865 a 1905, při kterém byla zničena vedle stojící dřevěná zvonice. Po obnově byla realizována současná střešní zvonice. Ve 30. letech kostelu hrozila radikální přestavba, počítalo se se zbouráním apsidy, ale na zásah památkářů k tomu nedošlo a kostel byl v roce 1936 obnoven. Poslední obnova se uskutečnila v roce 1992. V interiéru se nachází dřevěná empora a kazatelna umístěná uprostřed apsidy. Ve věži se nachází zvon z roku 1654 z dílny Geogia Wirda z Prešova.[5]
- Římskokatolický kostel Nanebevzetí Panny Marie, jednolodní neoklasicistní stavba z roku 1936 s půlkruhovým ukončením presbytáře a představenou věží.
- Řeckokatolický chrám sv. Eliáše, který byl postaven  v letech 1997 - 2001.[6]

## Obyvatelstvo
V roce 2001 se 50 % obyvatel hlásilo k maďarské národnosti.
.V roce 2011 zde žilo 1 213 obyvatel. 644 obyvatel se přihlásilo ke slovenské národnosti (53,0 %) a 545 k maďarské (44,9 %).

## Osobnosti
- František II. Rákóczi (1676–1735), vůdce neúspěšného protihabsburského uherského povstání v letech 1703–1711